# Regionário
Regionário (em latim: Regionarius; plural: Regionarii) é um título conferido na Antiguidade Tardia e Alta Idade Média aos clérigos e oficiais da Igreja de Roma que não estavam ligados nem ao Palácio Papal (patriarchium) e nem às igrejas titulares de Roma. A eles era designado como distrito oficial uma das regiões da cidade.
Para administração interna, a cidade de Roma foi dividida pelo imperador Augusto em quatorze regiões. A partir do século IV se desenvolveu uma ligação em sete regiões (um número evidentemente ligado aos sete diáconos de Roma) que gradualmente substituíram as antigas divisões civis. Muitos ramos da administração eclesiástica foram rearranjados de acordo com as sete regiões, especialmente o cuidado com os pobres, a provisão para a manutenção das igrejas e o que mais se relacionasse ao ofício dos diáconos, que eram nomeados um para cada região (diaconus regionarius).
Como os diáconos eram apoiados por sete subdiáconos, também existia o termo subdeaconus regionarius. Os notários e defensores empregados na administração das regiões eram também conhecidos como notarii regionarii e defensores regionarii respectivamente. Existe ainda a menção ocasional de um acolyti regionarii, obviamente um acólito. 
Pouco se sabe sobre as funções exatas de cada um destes regionários

## Fonte
- "Regionarii" na edição de 1913 da Enciclopédia Católica (em inglês).  Em domínio público.